# Lella
Lella is een bestuurslaag in het regentschap Alor van de provincie Oost-Nusa Tenggara, Indonesië. Lella telt 366 inwoners (volkstelling 2010).